# Dianhydride 1,4-benzoquinonetétracarboxylique
Le dianhydride 1,4-benzoquinonetétracarboxylique est un anhydride d'acide carboxylique de formule brute C10O8 et est donc aussi un oxyde de carbone. Il peut être vu comme le résultat de la perte de deux molécules d'eau de l'acide benzoquinonetétracarboxylique.
C'est un solide rouge, stable dans l'air sec jusqu'à 140 °C. Il est insoluble dans l'éther, le tétrachlorure de carbone, CCl4, le dichlorométhane,  CH2Cl2 et le disulfure de carbone, CS2. Il réagit avec l'acétone, l'acétate d'éthyle, le tétrahydrofurane, l'éthanol et l'eau. Il se dissout dans des dérivés méthylés du benzène en donnant des solutions orange à violet. Exposé à de l'air humide, sa couleur tourne rapidement au bleu.
Ce composé a été synthétisé en 1963 par P. R. Hammond qui annonça qu'il est "un des plus forts π-accepteurs jamais décrit".